# Książę Niezłomny. Z Calderona de la Barca. Tragedia we trzech aktach
Książę Niezłomny. Z Calderona de la Barca. Tragedia we trzech aktach – swobodny przekład dramatu El principe Constante Pedro Calderóna dokonany przez Juliusza Słowackiego w grudniu 1843 roku. Wydany w 1844 w Paryżu.

## Okoliczności powstania przekładu
Powstanie przekładu, za Józefem Reitzenheimem, wiązano z oddziaływaniem na poetę Koła Sprawy Bożej. Obecnie pogląd ten został zarzucony. Zainteresowanie Calderonem wśród towiańczyków przyszło później. Wydaje się, że tłumaczenie było nie tyle wyrazem pokory narzuconej przez Towiańskiego, co reakcją na Wykład XVI Mickiewicza, wygłoszony w Collège de France 4 kwietnia 1843 roku, w którym ten głosił potrzebę stworzenia narodowego dramatu słowiańskiego, nie wspominając przy okazji przedstawienia dotychczasowego jego dorobku o żadnej ze sztuk Słowackiego. Najwyraźniej sprowokowany Słowacki napisał bardzo szybko i w wielkim natchnieniu pod koniec 1843 roku trzy dramaty: Księdza Marka, Sen srebrny Salomei i Księcia Niezłomnego.
Po zerwaniu z Kołem Towiańskiego w listopadzie 1843 roku, Słowacki rzucił się w wir pracy twórczej. Michałowi Budzyńskiemu powiedział: gdym przekładał Księcia Niezłomnego, tarzałem się po ziemi, wystawiłem sobie, że jestem tym księciem Portugalii, który za ojczyznę oddałem swój żywot i dźwigam kajdany Maurów. – Darłem piersi moje, połykałem proch na podłodze zamiatany. 15 stycznia 1844 roku wysłał Wojciechowi Stattlerowi wszystkie trzy świeżo wydrukowane dramaty. W pisanym rok później, w lutym 1845 roku, liście do matki zwierzał się, że ów Książę mu kości wewnętrzne połamał.

## Treść
Głównym bohaterem jest Portugalczyk Don Fernand, infant, który przebywał w niewoli. Tam też zmarł w roku 1443, gdyż nie zgodził się na oddanie Maurom miasta Ceuty, co było warunkiem jego uwolnienia. Wątek ten miał według zamiaru Calderona nawiązywać do legendy świętego infanta, który odmówił wydania muzułmanom chrześcijańskiego miasta, za co odebrana mu została wolność.

## Stosunek do oryginału
Przekład Słowackiego nie jest parafrazą czy adaptacją. Słowacki zachowuje bowiem wiernie wszystkie sceny dramatu, konstrukcję dramatyczną i wszystkie postaci. Różnice wynikają głównie z odmienności romantycznego stylu i poetyki. Tadeusz Miciński zestawiając fragmenty swego tłumaczenia z przekładem Słowackiego stwierdził, że jest ono przedziwnym przykładem zewnętrznej zgodności i zasadniczego przetworzenia w duchu.
Tłumaczenie Słowackiego jest utrzymywane w konwencji ewangelicznej przypowieści o niezłomności, ofierze i poświęceniu dla innych, męczeństwie, szlachetności ducha. Poeta wzbogaca samoświadomość bohatera, czyniąc z niego sługę Bożego. Podobny w tym staje się do niektórych bohaterów dramatów Słowackiego (tych tworzonych od 1842), gromadzących w sobie cechy charakteryzujące typ romantycznego indywidualizmu.

## Spór o przekład
Spór o przekład rozpoczyna pionierska monografia A. Małeckiego o Słowackim, w której autor niezwykle wysoko ocenia przekład Księcia Niezłomnego (1866). Bardziej powściągliwy w ocenie jest pozytywista Święcicki. Natomiast siedem lat później, romantycznie egzaltowany Porębowicz, daje pierwszeństwo przekładowi Słowackiego przed oryginałem i wzywa Calderóna, by na znak feudalnego hołdu ucałował Słowackiemu rękę. W swych ocenach przekładu Miciński (1898) i Szyjkowski (1905) idą za Porębowiczem. Lorentowicz w swoich recenzjach teatralnych (1929) zajmuje stanowisko Szyjkowskiego. Przeciw nadmiernemu wywyższaniu przekładu Słowackiego protestował J. Kleiner (1914, 1927, 1930). T. Peiper (1919, 1926, 1930) twierdził, że oryginał jest nieporównanie bardziej genialny teatralnie, gdyż przekład Słowackiego, bardzo poetycki, jest na deskach sceny niemożliwym.

## Książę Niezłomnyw polskim teatrze
Prapremiera sztuki na polskich scenach miała miejsce w 1874 roku w Krakowie. W roli Don Fernanda wystąpił Bolesław Ładnowski. Rok później dramat miał swą premierę we Lwowie. Prawdziwym odkryciem stał się przekład Słowackiego dla polskiego teatru początku XX wieku. Po znakomitym przedstawieniu krakowskim z 1906 roku, które przez kilka sezonów utrzymało się na afiszu, kolejno wystawiały Księcia: Wilno (1910), Poznań (1911, 1937), Łódź (1912, 1927), Teatr Polski w Kijowie (1917), Warszawa (1918, 19127), Toruń (1922), Kraków (1926, 1933), Lwów (1927), Katowice (1938). Prawie setkę przedstawień plenerowych na dziedzińcach i placach miast polskich dał w latach 1926 i 1927 zespół Reduty.
Na kanwie dramatu Calderona-Słowackiego jeden ze swoich najważniejszych spektakli wyreżyserował w 1965 roku w Teatrze Laboratorium Jerzy Grotowski.
2 grudnia 2022 roku w Narodowym Starym Teatrze im. Heleny Modrzejewskiej w Krakowie miała miejsce premiera spektaklu wyreżyserowanego przez Małgorzatę Warsicką.